# Інагава

34°53′42″ пн. ш. 135°22′34″ сх. д. / 34.89500° пн. ш. 135.37611° сх. д.
Інагава (яп. 猪名川町) — містечко в Японії, в повіті Кавабе префектури Хьоґо.